# 石川県道48号福浦港中島線
石川県道48号福浦港中島線（いしかわけんどう48ごう ふくらこうなかじません）は、石川県羽咋郡志賀町の福浦港から七尾市中島町に至る県道（主要地方道）である。

## 概要

### 路線データ
- 起点：石川県羽咋郡志賀町福浦港メ21番地先
- 終点：石川県七尾市中島町上町ハ18番2地先（上町交差点・石川県道23号富来中島線交点）

## 歴史
- 1960年（昭和35年）10月15日：「石川県道中島福浦港線」として路線認定。
- 1982年（昭和57年）4月1日 - 建設省から主要地方道に指定される[2]。
- 1982年（昭和57年）7月9日：「中島福浦線」から現在の路線名に名称変更
- 1993年（平成5年）5月11日 - 建設省から、県道福浦港中島線が福浦港中島線として主要地方道に指定される[3]。
- 2010年（平成22年）12月12日：1994年度（平成7年度）から進められていた羽咋郡志賀町草木（くさぎ）から同町町居（まちい）に至る狭小区間にバイパスが全区間整備され、供用開始[4]。
- 2024年（令和6年）1月1日：能登半島地震が発生。志賀町中畠地内が不通となった[5]。

## 路線状況

### 重複区間
- 国道249号（羽咋郡志賀町三明 地内）

## 地理

### 通過する自治体
- 羽咋郡志賀町
- 七尾市

### 交差する道路
- 石川県道36号志賀富来線（福浦バイパス）（羽咋郡志賀町福浦港・福浦港交差点）
- 国道249号（羽咋郡志賀町三明・三明交差点）
- 国道249号（羽咋郡志賀町三明）
- 石川県道254号土川浜田線（七尾市中島町土川）
- 石川県道23号富来中島線（七尾市中島町上町・上町交差点、終点）